# تشارلز باربييه
تشارلز باربييه (بالفرنسية: Charles Barbier de La Serre) هو عالم تعمية فرنسي، ولد في 18 مايو 1767 في فالنسيان في فرنسا، وتوفي في 29 أبريل 1841 في باريس في فرنسا.

## وصلات خارجية
- تشارلز باربييه على موقع الموسوعة البريطانية (الإنجليزية)